# Skeblad-familien
Skeblad-familien (Alismataceae) er vandplanter med mælkesaft. Bladene sidder i rosetter. Flydeblade og luftblade har hel rand, fremtrædende midterribbe og buede nerver med krydsforbindende mellemnerver. Frøene er nødder.
| Slægter |

- Burnatia
- Butomopsis
- Caldesia
- Damasonium
- Echinodorus
- Hydrocleys
- Limnocharis
- Limnophyton
- Machaerocarpus
- Pilblad (Sagittaria)
- Ranalisma
- Skeblad (Alisma)
- Søpryd (Baldellia)
- Vandranke (Luronium)
- Wiesneria

## Eksternt link
- Alismataceae på Curlie (som bygger videre på Open Directory Project)